# Zbigniew Bieniak
Zbigniew Bieniak – polski wokalista, muzyk rockowy, kompozytor, autor tekstów i scenarzysta. Współpracuje z kilkoma zespołami muzycznymi, jest członkiem zespołu Jary Oddział Zamknięty, Rezerwat, Funky Tank i Yokashin. 
Współpracował m.in. z zespołami Oddział Zamknięty, Collage, Closterkeller, Houk, Wilki i Jary Band.

## Historia

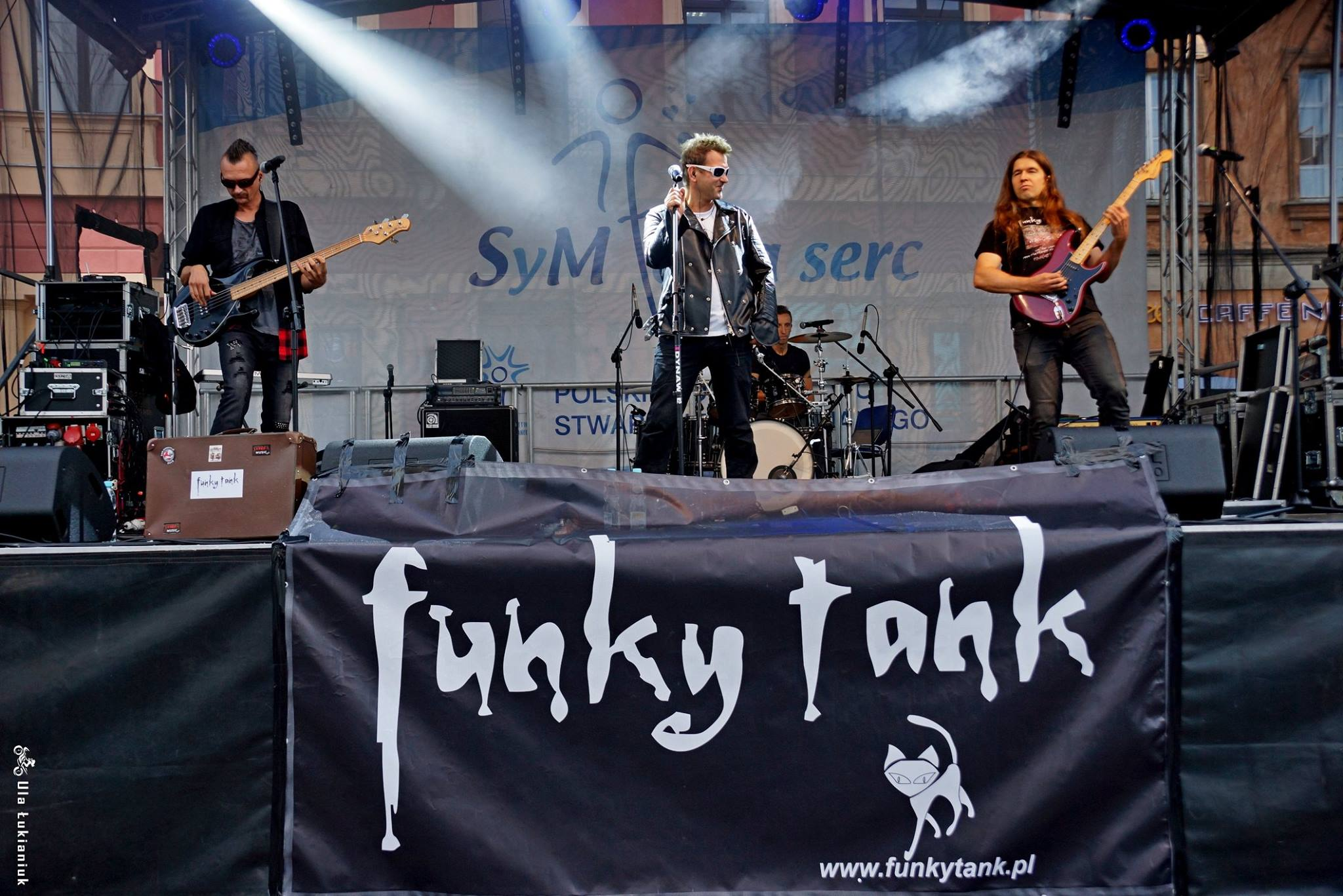
Zbigniew Bieniak jako wokalista Funky Tank, koncert na Starym Mieście w Warszawie (2019)

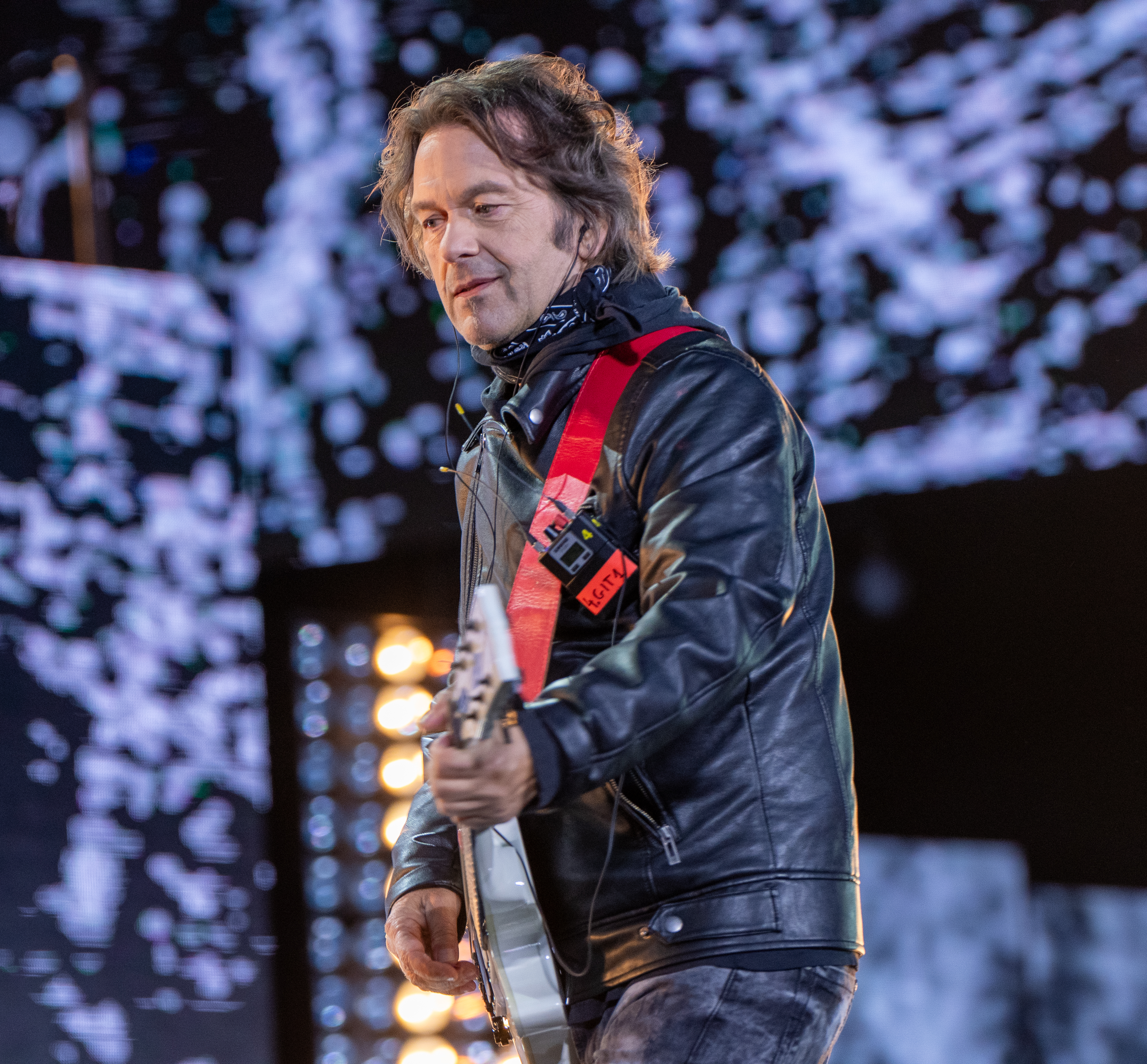
Zbigniew Bieniak z gitarą podczas występu Jary Oddział Zamknięty w ramach koncertu Pokolenia Wolności (2023)

Jego pierwszym zespołem był Wyrock, przemianowany następnie na Izbę Lordów. W składzie Izby Lordów grali m.in. Robert Sadowski (gitara; późniejszy założyciel grup Madame, Houk, Kobong i Fotoness), Jacek Perkowski (gitara; później T.Love, Azyl P, Kobranocka), Krzysztof Dominik (Madame, Maanam).
W 1986 dołączył do zespołu Oddział Zamknięty. W zespole pojawił się za sprawą Wojciecha Łuczaj-Pogorzelskiego, który złożył mu propozycje śpiewania w zespole po odejściu wokalisty Roberta Janowskiego. Z Oddziałem Zamkniętym zadebiutował podczas koncertu w warszawskim klubie „Riviera Remont”. Nagrał z nim m.in. utwory „Okop” i „Co na to ludzie”, które były prezentowane w Radiowej Trójce. Z Oddziałem Zamkniętym zarejestrował także materiał na płytę studyjną, która finalnie nie została wydana ze względu na błędy realizacyjne. W lutym 1989 oficjalnie odszedł z zespołu i z klawiszowcem grupy Bartłomiejem Piaseckim utworzył zespół Art Cafe.
W 1990 dołączył do grupy Collage, w której śpiewał do 1991. Dokonał z nią kilku nagrań, które zespół umieścił na albumie kompilacyjnym Changes (1995).
W marcu 1995 współzałożył zespół Yokashin. Wydał z nim dwa albumy studyjne – Yokashin (1995), Shake Down (1996) i minialbum – Wierzę ci (2007). Z zespołem wylansował przebój „Zabić siebie”.
W latach 2000–2003 śpiewał w zespole Rezerwat. W 2020 wziął udział w jego reaktywacji. Wydał z nim album pt. 40 (2022).
Od 2009 występuje z zespołem Funky Tank, z którą wykonuje muzykę rockową o zabarwieniu funk, reggae. Z zespołem wydał dwie płyty – Funky’ Reggae’ Roll (2014) i Let Me Go (2024). 
Od 2013 jest wokalistą Jary Oddział Zamknięty. Brał udział w nagraniu dwóch płyt zespołu Jary OZ – Krzysztof Jaryczewski (2016) i Lilaróż (2021). Jest współautorem takich jego utworów jak „Nie porzucę” i „Spadem”.

## Wybrana dyskografia

### Albumy

#### Collage
- Changes (1995)[16]

#### Yokashin
- Yokashin (1995)[17]
- Shake Down (1996)[18]
- Wierzę ci (2007) (EP)[19]

#### Funky Tank
- Funky’ Reggae’ Roll (2014)[23]
- Let Me Go (2024)[24]

#### Jary Oddział Zamknięty
- Jary OZ – Krzysztof Jaryczewski (2016)[25]
- Lilaróż (2021)[26]

#### Rezerwat
- 40 (2022)[22]